# Віреон зелений
Вірео́н зелений (Vireolanius pulchellus) — вид горобцеподібних птахів родини віреонових (Vireonidae). Мешкає в Мексиці і Центральній Америці.

## Опис

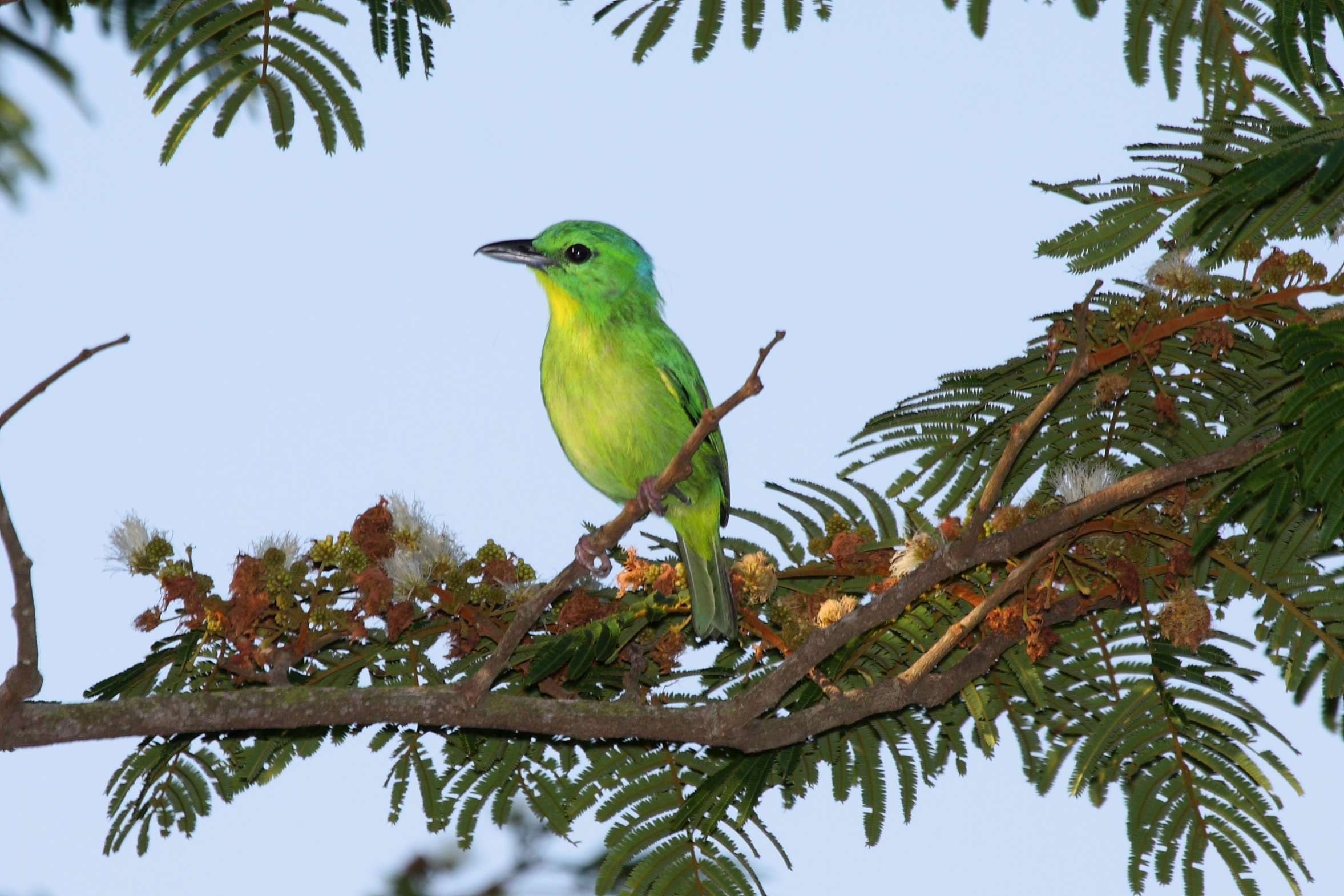
Зелений віреон (Панама)

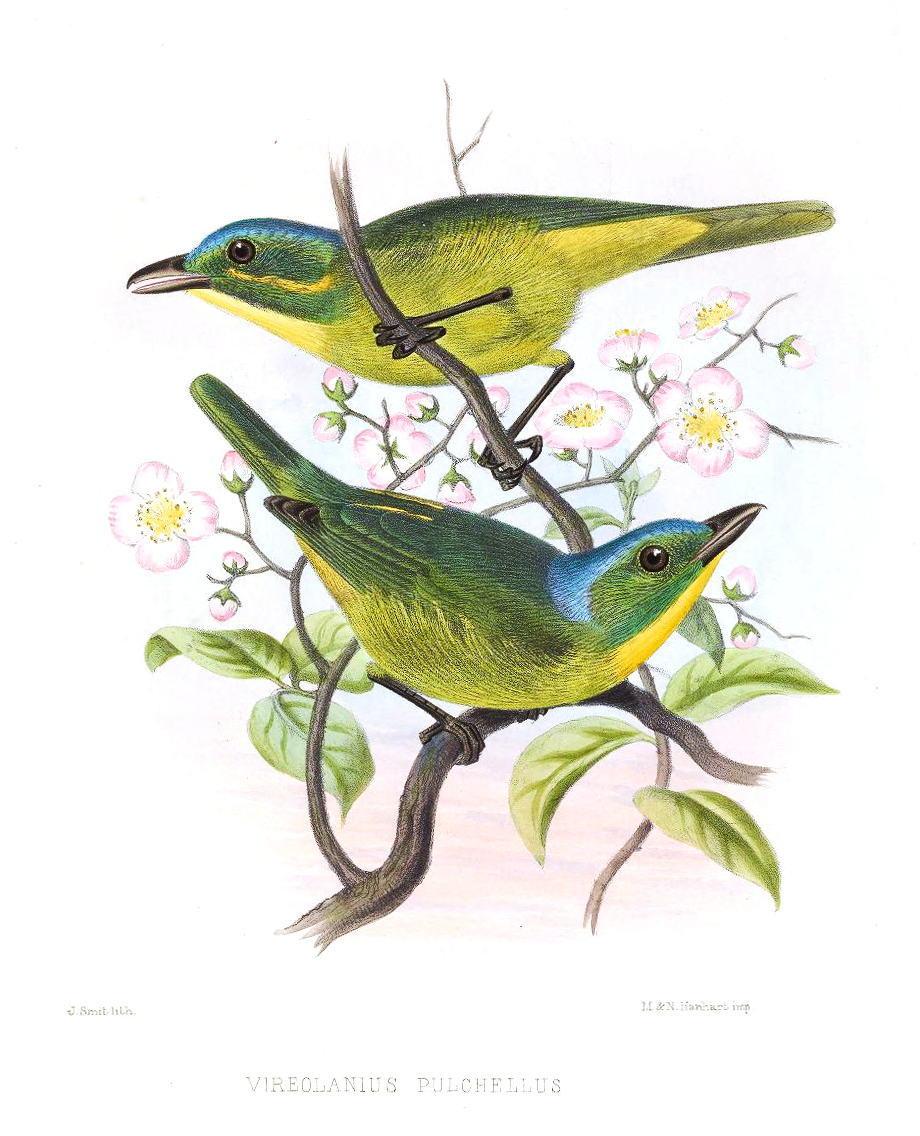
Зелені віреони

Довжина птаха становить 13,5-14,5 см, вага 22-30 г. У самців лоб, потилиця і обличчя лазурово-блакитні, тім'я і щоки зелені з синім відтінком. Вершта верхньої частини тіла яскраво-зелена, крила і хвіст оливково-зелені. Горло яскраво-жовте, підборіддя біле. Решта нижньої частини тіла жовтувато-зелена, боки з оливковим відтінком, нижня частина живота і гузка жовтуваті. У самиць лазурового відтінку на обличчі і тімені менше, а підборіддя жовте. У молодих птахів голова і верхня частина тіла оливково-зелені, над очима жовтувато-білі "Брови". під дзьобом жовтувато-білі "вуса", крила блідо-жовті, горло і нижня частина тіла тьмяно-жовтуваті.

## Підвиди
Виділяють чотири підвиди:
- V. p. ramosi Phillips, AR, 1991 — південно-східна Мексика (від південного Веракрусу і східної Оахаки до центрального Чіапасу і Кінтана-Роо);
- V. p. pulchellus Sclater, PL & Salvin, 1859 — південно-східна Мексика (південний схід Кампече, південний захід Кінтана-Роо), Гватемала (за винятком центрального нагір'я), Беліз і карибське узбережжя Гондурасу та північного Нікарагуа;
- V. p. verticalis Ridgway, 1885 — Нікарагуа (карибське узбережжя), Коста-Рика і західна Панама (на схід до Вераґуасу);
- V. p. viridiceps Ridgway, 1903 — Центральна Панама (на схід до провінції Панама).

## Поширення і екологія
Зелені віреони мешкають в Мексиці, Белізі, Гватемалі, Гондурасі, Нікарагуа, Коста-Риці і Панамі. Вони живуть у вологих рівнинних і гірських тропічних і субтропічних лісах. Зустрічаються на висоті до 1800 м над рівнем моря. Живляться комахами, гусінню, а також ягодами і насінням.